# Seoca (Andrijevica)
Pour les articles homonymes, voir Seoca.
Seoca (en serbe cyrillique : Сеоца) est un village du nord-est du Monténégro, dans la municipalité d'Andrijevica.

## Démographie

### Évolution historique de la population
| 1948 | 1953 | 1961 | 1971 | 1981 | 1991 | 2003 |
| ---- | ---- | ---- | ---- | ---- | ---- | ---- |
| 475  | 446  | 445  | 409  | 434  | 283  | 117  |